# كيفن تايلور (لاعب كرة قدم)
كيفن تايلور (بالإنجليزية: Kevin Taylor)‏ (4 نوفمبر 1982 بميامي في الولايات المتحدة - ) هو لاعب كرة قدم أمريكي في مركز الدفاع. لعب مع Rochester Rhinos ‏ وMinnesota Thunder ‏ وFlint City Bucks ‏ وDetroit City FC ‏.

## وصلات خارجية
- كيفن تايلور على موقع قاعدة بيانات كرة القدم.إي يو (الإنجليزية)